# 筑西市立協和中学校
筑西市立協和中学校(ちくせいしりつ きょうわちゅうがっこう)は、茨城県筑西市門井にある公立中学校。通称「協和中」(きょうわちゅう)。

## 概要

### 目指す学校の姿
- きれいな学校
- 活気あふれる学校
- 優しさあふれる学校
- 地域と共にある学校

### 校訓
- 正しく 強く うるわしく

## 沿革
- 1947年（昭和22年）4月15日 - 前身となる新治村立新治中学校、古里村立古里中学校、小栗村立小栗中学校が開校。
- 1968年（昭和43年）4月1日 - 協和町立協和中学校として設立。
- 1969年（昭和44年）10月22日 - 新校舎落成、この日を創立記念日とする。
- 1970年（昭和45年）11月3日 - 体育館・プール竣工｡
- 1978年（昭和53年）3月30日 - 武道館竣工｡
- 1983年（昭和56年）9月2日 - 卓球場新設。
- 1985年（昭和60年）11月19日 - テニスコート新設｡
- 1998年（平成10年）3月4日 - 体育館竣工。
- 2004年（平成16年）9月 - 校内LAN設備設置、17教室および5特別教室にパソコン設置。
- 2005年（平成17年）3月28日 - 市町村合併により筑西市立協和中学校となる。
- 2010年（平成22年）7月  - 新校舎1期工事終了。
- 2011年（平成23年）7月  - 新校舎2期工事終了。

## 施設
- 校舎
- 体育館
- 部室棟
- グラウンド
- テニスコート
- 卓球場
- 武道館
- プール

## 通学区
- 旧協和町全域（新治小学校、古里小学校、小栗小学校の学区にまたがる）[1]

## 学校行事
- 4月 - 始業式、入学式
- 5月 - 生徒総会、修学旅行
- 6月 - 宿泊学習、遠足、
- 7月 - 終業式
- 9月 - 始業式、体育祭
- 10月 - 文化祭（雛鳳祭）
- 12月 - 終業式、3年生励ます会
- 1月 - 始業式
- 3月 - 卒業式、修了式

## 部活動
- 野球部
- ソフトボール部（女子）
- サッカー部
- テニス部（男子・女子）
- バスケ部（男子・女子）
- バレーボール部（女子）
- 卓球部（男子・女子）
- 剣道部（男子・女子）
- 柔道部
- 美術部
- パソコン部
- 吹奏楽部
- 水泳部 (現在は廃部)

## 交通
- 東日本旅客鉄道水戸線 新治駅より徒歩約18分